# Тимгад
Тимгад (арап. تيمقاد, лат. Thamugas или Thamugadi) је био римски колонијални град у северној Африци који је основао император Трајан око 100. после Христа. Рушевине су познате по томе што су један од најбољих примера римског начина градње насеља у облику квадрата.
Рушевине града налазе се на 35° 27′ N 6° 38′ E / 35.450° С; 6.633° И у данашњем Алжиру, око 35 km од града Батна. Град је изграђен ex nihilo (на пустој земљи) као војна колонија, пре свега као бастион против Бербера са оближњих планина Aures. Првобитно су га насељавали парћански ветерани римске војске којима је додељена земља за дугогодишњу војну службу.
Налазећи се на раскршћу шест путева град је био опасан зидовима али није био утврђен. Првобитно пројектован за око 15.000 становника, град је убрзо прерастао своје првобитне границе и проширио се око квадратне основе на мање организован начин.
И данас се изванредно виде две главне улице укрштене под правим углом украшене делимично рестаурираном колонадом у коринтском стилу. Главне улице завршавају на форуму у центру града.
Западно од једне од главних улица уздиже се 12 m висока тријумфална капија, звана Трајанов славолук, који је делимично обновљен 1900. Славолук је саграђен од камена у коринтском стилу са три лука. Лук је познат и као Тимградски славолук, јер постоји многи славолуци које је изградио Трајан. 
Позориште са 3.500 седишта је у добром стању и често се користи за извођење савремених представа. Друге важније грађевине су четири купатила (терме), библиотека и базилика.
Капитолински храм је посвећен богу Јупитеру и отприлике је истих димензија као и Пантеон у Риму. У близини капитола је квадратна црква с кружном апсидом која датира из 7. века. Југоисточно од града налази се велика византијска тврђава.
Град је мирно живео првих неколико векова и био је центар хришћанског деловања од 3. века.
У 5. веку град су опустошили Вандали. Византијски генерал Соломон га је обновио 535. и он је остао хришћанско средиште док га у 7. веку нису опустошили Бербери, када је и напуштен. Град је био изгубљен до поновног ископавања 1881.
У време оснивања, околно подручје је била плодно пољопривредно земљиште око 1000 m изнад нивоа мора. Ширење Сахаре је био главни разлог што је град тако добро очуван. Пошто није било насеља после 7. века град је делимично заштићен до дубине од око један метар.
Тимгад се налази на листи светске баштине Унеска од 1982.
- Панорама Тимгада
- Decumanus maximus
- Cardo
- Капитол
- Римско позориште
- Табла коју је подигао Марс у част царева Септимија Севера, Марка Аурелија Антонија (Каракале) и Септимија Гете. Име последњег је накнадно избрисано, по наређењу Каракале.
- Гледалиште (грч. театрон, лат. cavea).